# Can Juanola (Tavertet)
Can Juanola és una casa de Tavertet (Osona) inclosa a l'Inventari del Patrimoni Arquitectònic de Catalunya.

## Descripció
Casa de petites dimensions unida a Can Pòlit per la part de llevant i aïllada per la resta de façanes. La teulada és a doble vessant amb el carener perpendicular a la façana, la qual es troba orientada a ponent. La porta principal és de petites dimensions i amb la llinda de fusta; al costat s'obre una finestra amb una gran pedra com a llinda. A la part esquerra fa un mena de queixal amb un cos annex, i més retirat un altre portal i dues finestres. A la part NW s'hi forma un pati o eixida, amb un cos cobert a una sola vessant. A migdia, s'obre una finestra a nivell del primer pis i un portal d'entrada al cos de l'edificació.

## Història
Aquesta casa, com moltes de les de Tavertet és fruit de l'època de l'expansió i l'afany constructiu que domina la pagesia catalana durant els segles XVII i XVIII, fet que en el cas de Tavertet queda palès amb l'ampliació de l'església romànica parroquial durant la mateixa època.